# Berlin-Warszawa-Express

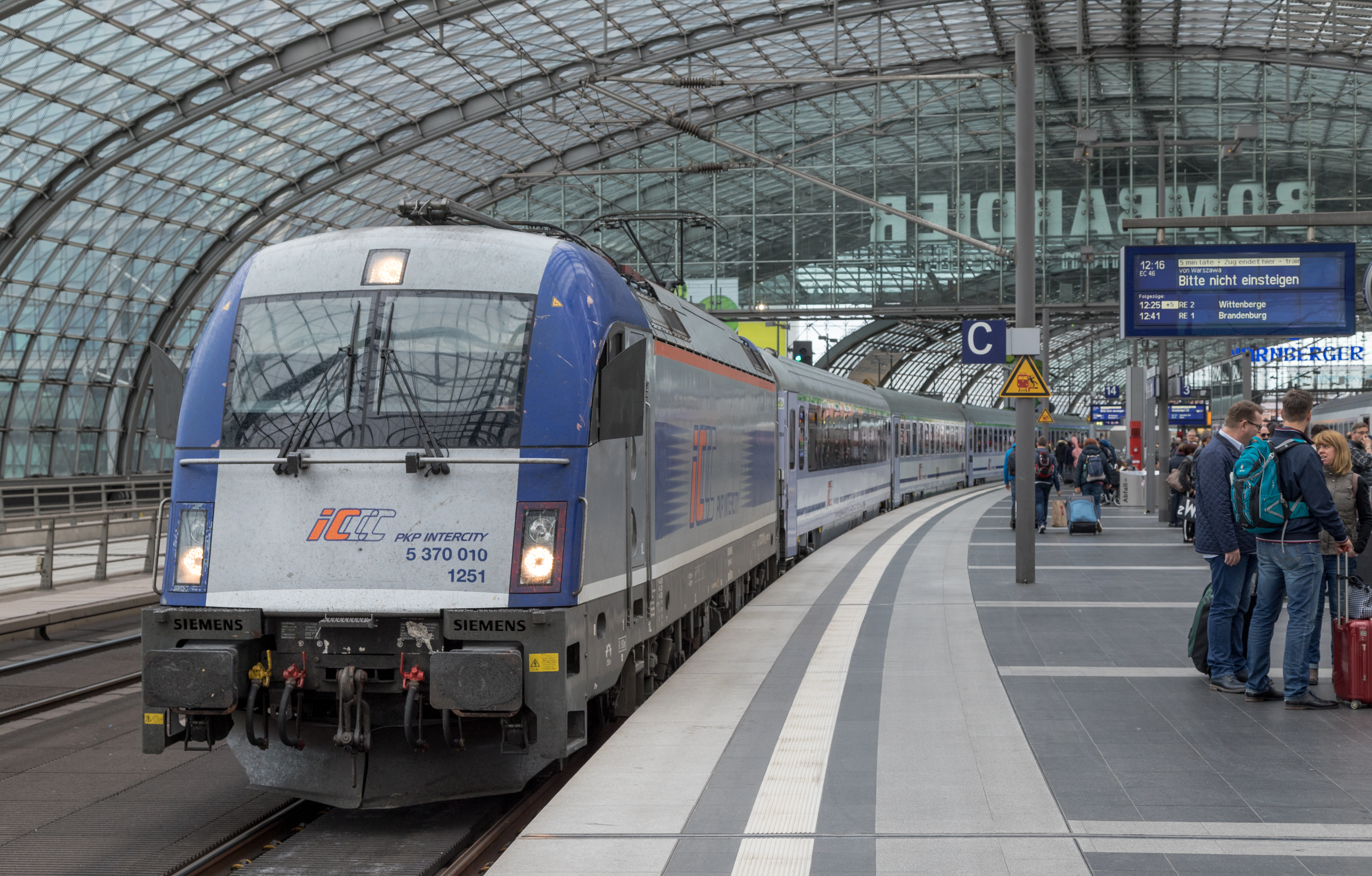
Pociąg Berlin-Warszawa Express na stacji Berlin Hauptbahnhof (2018)

Berlin-Warszawa-Express (BWE) – nazwa międzynarodowych pociągów kategorii EuroCity kursujących od 30 września 2001 roku pomiędzy Berlinem a Warszawą przez Frankfurt nad Odrą oraz Poznań. Wspólny projekt BWE powstał z inicjatywy PKP Intercity oraz Deutsche Bahn jako kontynuacja dotychczasowych pociągów kategorii EuroCity Varsovia, Berolina, Paderewski i Posnania. W latach 2015 a 2022 pociągi między Warszawą a Berlinem funkcjonowały jako pociągi kategorii Express InterCity. W 2022 roku przywrócono nazwę Berlin-Warszawa-Express.

## Skład
Typowo pociągi BWE są złożone  z następujących pojazdów (zestawienie podano dla kierunku jazdy Warszawa – Berlin; dla jazdy w kierunku przeciwnym wagony ustawione były w odwrotnej kolejności):
| Nr  | Typ                    | Właściciel     | Rodzaj pojazdu                                                             | Zdjęcie |
| --- | ---------------------- | -------------- | -------------------------------------------------------------------------- | ------- |
| —   | EU44 (ES64U4)          | PKP Intercity  | lokomotywa                                                                 |         |
| 267 | B9mnopuvz (154A(a)Row) | PKP Intercity  | bezprzedziałowy 2. klasy z miejscami dla rowerów                           |         |
| 268 | B10bmnouz (Z1B)        | PKP Intercity  | bezprzedziałowy 2. klasy z miejscami dla osób poruszających się na wózkach |         |
| 269 | B11mnouz (Z1B)         | PKP Intercity  | przedziałowy 2. klasy                                                      |         |
| 270 | B11mnouz (Z1B)         | PKP Intercity  | przedziałowy 2. klasy                                                      |         |
| 271 | ARkimbz266             | DB Fernverkehr | przedziałowo-bezprzedziałowy 1. klasy z przedziałem restauracyjnym         |         |
| 272 | Avmz108                | DB Fernverkehr | przedziałowy 1. klasy                                                      |         |

Wszystkie wagony były klimatyzowane, dostosowane do prędkości maksymalnej 200 km/h (niewykorzystywane) i objęte całkowitą rezerwacją miejsc.

## Kursowanie
Pociągi „Berlin-Warszawa-Express” o numerach wymienionych w tabeli kursują zasadniczo po następującej trasie:
| Numery pociągów             | Numery pociągów | Stacja              | Numery pociągów | Numery pociągów             |
| --------------------------- | --------------- | ------------------- | --------------- | --------------------------- |
| EC/EIC 40; 44; 46; 246; 248 | ↓               | Warszawa Wschodnia  | ↑               | EC/EIC 41; 45; 47; 245; 247 |
| EC/EIC 40; 44; 46; 246; 248 | ↓               | Warszawa Centralna  | ↑               | EC/EIC 41; 45; 47; 245; 247 |
| EC/EIC 40; 44; 46; 246; 248 | ↓               | Warszawa Zachodnia  | ↑               | EC/EIC 41; 45; 47; 245; 247 |
| EC/EIC 40; 44; 46; 246; 248 | ↓               | Kutno               | ↑               | EC/EIC 41; 45; 47; 245; 247 |
| EC/EIC 40; 44; 46; 246; 248 | ↓               | Konin               | ↑               | EC/EIC 41; 45; 47; 245; 247 |
| EC/EIC 40; 44; 46; 246; 248 | ↓               | Poznań Główny       | ↑               | EC/EIC 41; 45; 47; 245; 247 |
| EC/EIC 40; 44; 46; 246; 248 | ↓               | Zbąszynek           | ↑               | EC/EIC 41; 45; 47; 245; 247 |
| EC/EIC 40; 44; 46; 246; 248 | ↓               | Świebodzin          | ↑               | EC/EIC 41; 45; 47; 245; 247 |
| EC/EIC 40; 44; 46; 246; 248 | ↓               | Rzepin              | ↑               | EC/EIC 41; 45; 47; 245; 247 |
| EC/EIC 40; 44; 46; 246; 248 | ↓               | Frankfurt (Oder)    | ↑               | EC/EIC 41; 45; 47; 245; 247 |
| EC/EIC 40; 44; 46; 246; 248 | ↓               | Berlin Ostbahnhof   | ↑               | EC/EIC 41; 45; 47; 245; 247 |
| EC/EIC 40; 44; 46; 246; 248 | ↓               | Berlin Hauptbahnhof | ↑               | EC/EIC 41; 45; 47; 245; 247 |

Do momentu otwarcia dworca Berlin Hauptbahnhof wszystkie pociągi kursowały do dworca Berlin Zoo. Początkowo w ramach BWE kursował również pociąg relacji Poznań Główny – Berlin Zoologischer Garten.
W latach 2015-2019, po likwidacji oficjalnego oznaczenia „Berlin-Warszawa-Express,” pociągi kursowały w dotychczasowych relacjach bez żadnych nazw. W grudniu 2019 pociągom ekspresowym kursującym między Warszawą i Berlinem nadano nazwy własne: 40/41 Varsovia; 44/45 Sprewa/Spree; 48/49 Odra/Oder; 246/247 Wisła/Wisla; 248/249 Berolinum. Od grudnia 2022 pociągi między Warszawą a Berlinem ponownie kursują pod zbiorczą nazwą Berlin-Warszawa-Express, ale każda z par pociągów posiada swoją własną nazwę (Varsovia, Sprewa itd.). W 2024 roku między Warszawą a Berlinem kursuje sześć par bezpośrednich pociągów.
Pociągi te na terenie Polski kursują jako Express InterCity, zaś na terenie Niemiec — jako EuroCity. Przejściowo w okresie od 9 marca do 30 czerwca 2022 na terenie Polski kategorię tychże pociągów obniżono do InterCity w celu udostępnienia bezpłatnych przejazdów tymiż pociągami osobom z obywatelstwem Ukrainy w związku z wzmożonym ruchem tych osób wywołanym przez inwazję Rosji na Ukrainę.